# Patrick Weiser
Patrick Weiser, född 25 december 1971 i Düren, är en tysk före detta fotbollsspelare (mittfältare och försvarare). Under sin professionella karriär spelade Weiser för 1. FC Köln, Rennes och VfL Wolfsburg.